# 大垣新田藩

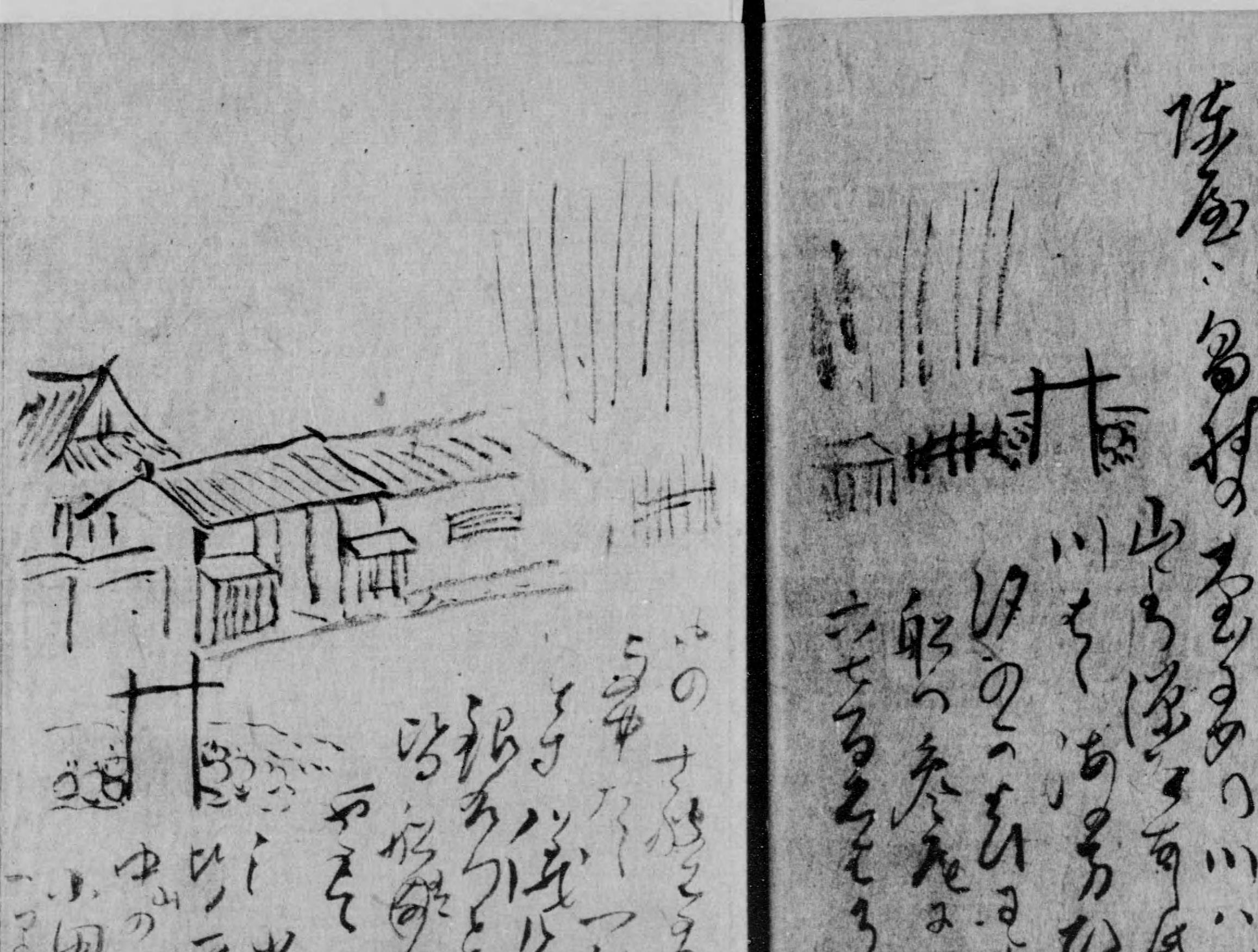
1833年（天保4年）に渡辺崋山が描いた畠村陣屋のスケッチ。『参海雑志』所載。

大垣新田藩（おおがきしんでんはん）は、美濃国・三河国両国に所領を持つ藩。大垣藩の支藩で、別名は畠村藩。藩庁は三河国渥美郡畠村（現在の愛知県田原市福江町）にあった（畠村陣屋）が、明治2年（1869年）に美濃国大野郡野村（現在の岐阜県大野郡大野町上秋）に移された。

## 藩史
藩は戸田氏鉄の次男・戸田氏経が旗本として取り立てられたことに始まる。氏経は1619年（元和5年）三河国渥美郡の畠村をはじめとする5か村に1,500石を領することとなった。もともとこの5か村を統治していたのは水軍衆の系譜を持つ間宮氏だったが､これにより所領を失った。この間の事情はよくわかっていない。
次いで同国額田郡内で700石を加増され、明暦元年（1655年）、兄の戸田氏信から美濃国大野郡内の新田4000石を加増されて6200石の知行を得た（その後知行地は新田から従来からの耕作地に切り替えられた）。
その後、戸田氏利が跡を継ぎ、元禄元年（1688年）7月、氏利の跡を継いだ戸田氏成のとき、兄の戸田氏定から美濃国内の新田3000石を分与され、さらに養父の氏利の所領と渥美郡内の新田分を合わせて1万石となったため、ここに大垣新田藩は立藩し、藩庁を三河国渥美郡畑村に置いた。藩領は三河国内に3000石、美濃国内に7000石あった（のちに三河国内に6000石、美濃国内に4000石）。その後氏成は、元禄14年（1701年）に有名な浅野長矩の事件に連座して、出仕を止められている。
氏成の後を継いだ戸田氏房は大番頭・奏者番・西丸若年寄を歴任し、戸田氏之（大番頭）、戸田氏養と代が続いた。明治2年（1869年）、最後の藩主・戸田氏良は版籍奉還した後の同年5月、藩庁を美濃国大野郡野村に移したため、大垣新田藩は野村藩と改名した。近くの民家に総門と役所門がそれぞれ移築されている。

## 歴代藩主
戸田家
1万石 譜代
1. 氏成（うじしげ） 従五位下 淡路守
2. 氏房（うじふさ） 従五位下 淡路守
3. 氏之（うじゆき） 従五位下 淡路守
4. 氏養（うじきよ） 従五位下 淡路守
5. 氏興（うじおき） 従五位下 左近将監
6. 氏宥（うじのり） 従五位下 淡路守
7. 氏綏（うじやす） 従五位下 淡路守
8. 氏良（うじよし） 従五位下 淡路守

## 幕末の領地
野村藩#幕末の領地を参照。